# Ala-Rieveli
Ala-Rieveli eller Ala Rääveli är en sjö i Finland. Den ligger i kommunen Heinola i landskapet Päijänne-Tavastland, i den södra delen av landet, 140 km nordost om huvudstaden Helsingfors. Ala-Rieveli ligger 77,8 meter över havet. Den är 46,89 meter djup. Arean är 12,98 kvadratkilometer och strandlinjen är 71,62 kilometer lång. Sjön  ingår i Kymmene älvs huvudavrinningsområde.   I omgivningarna runt Ala-Rieveli växer i huvudsak blandskog. Den sträcker sig 11,4 kilometer i nord-sydlig riktning, och 9,2 kilometer i öst-västlig riktning.
I övrigt finns följande i Ala-Rieveli:
- Ingholmansaari (en ö)
- Kuusisaari (en ö)
- Tervasaari (en ö)
- Pulloluoto (en ö)
- Lutikkaluoto (en ö)
- Kangassaari (en ö)
- Kanasaari (en ö)
- Ellinsaari (en ö)
- Riuttasaari (en ö)
- Papinpaskosaari (en ö)
- Susiluoto (en ö)
- Pirisaaret (en ö)
- Koivusaari (en ö)
- Kapasaari (en ö)
- Kokkosaari (en ö)
- Haukkasaari (en ö)
- Puuluoto (en ö)
- Huhtasaari (en ö)
- Myllysaari (en ö)
- Maijalansaari (en ö)